# Derek Whitehead
Derek Whitehead (Swinton, Gran Mánchester; 14 de febrero de 1944 – 7 de abril de 2025) fue un jugador de rugby inglés que jugó en la posición de fullback.

## Carrera

### Club
| Periodo | Club              | Partidos | Tries | Goles | Goles de Campo | Puntos |
| ------- | ----------------- | -------- | ----- | ----- | -------------- | ------ |
| 1964-68 | Swinton Lions     | 99       | 22    | 260   | 0              | 586    |
| 1968–69 | Oldham RLFC       | 49       | 2     | 139   | 0              | 284    |
| 1969–79 | Warrington Wolves | 274      | 18    | 713   | 21             | 1519   |

### Selección nacional
Jugó para Gran Bretaña en tres ocasiones en 1971, dos veces ante Francia y el otro partido ante Nueva Zelanda, con quien anotó un trie, seis goles y 15 puntos.

## Logros

### Club
- Regal Trophy (1): 1973/74
- Captain Morgan Trophy (1): 1973/74

### Individual
- Miembro del Warrington Wolves Hall of Fame.[3]
- Trofeo Lance Todd en 1974.